# Ігор Горган
Ігор Горган (2 серпня 1969 , Дубоссари ) — молдовський військовий офіцер, колишній начальник Генштабу Молдови.

## Життєпис
Народився 2 серпня 1969 року в Дубоссарах. У віці 18 років почав службу в армії СРСР, до 1991 року навчався у військовому училищі в Новосибірську. Після навчання служив у десантній дивізії в Болграді, Україна. 1992—1995 — командир роти охорони 2-ї мотопіхотної бригади ім. Штефана чел Маре . 2001—2002 — студент Коледжу командування та генерального штабу армії США у Форт-Лівенворті.
З 2003 року брав участь у міжнародних місіях під проводом НАТО в Боснії та Герцеговині, Грузії та Іраку . Після повернення до Молдови 2006 року став чиновником у дирекції з навчання. 2013 року призначений начальником Генерального штабу національної армії Молдови. Його звільнення з посади стало результатом довготривалої ворожнечі з міністром оборони Анатолем Шалару.
Після звільнення був помічником міністрів оборони Євгена Стурзи та Анатоля Шалару. З 2018 по 2019 рік він був начальником відділу стратегічних досліджень у Військовій академії ім. Александру чела Буна. 1 липня 2019 року, через кілька днів після політичної кризи в Молдові й призначення кабінету міністрів Санду, президент Додон призначив його начальником Генерального штабу, замінивши Ігоря Куті. Додон представив Горгана командуванню Національної армії 8 липня.
2021 року президент Мая Санду звільнила Горгана з посади начальника Генштабу Молдови. У липні 2023 року, напередодні висилки російських дипломатів із Молдови, Горган припинив спілкування з ГРУ і почав працювати у представництві ООН у справах біженців у Кишиневі (UNHCR-Moldova). Агенція бере на облік усіх вимушених переселенців з України і допомагає їм з облаштуванням на новому місці. Тепер він займається доставкою гуманітарної допомоги для українських дітей.

## Шпигунство на користь росії
У червні 2024 року стало відомо, що Горган був завербований російським ГРУ і протягом 2004—2024 років був російським інформатором. Незважаючи на те, що він офіційно не працював у Міністерстві оборони, він мав багато підпорядкованих йому офіцерів і став дуже активним після російського вторгнення в Україну. Горган передавав російській розвідці секретну інформацію, зокрема дані про візити до Молдови представників Міноборони України, плани України викупити у Молдови літаки МіГ-29, постачання пального через Румунію. Про це стало відомо після аналізу листування Горгана з одним із кураторів із ГУ ГШ ЗС РФ полковником Олексієм Макаровим у Телеграмі. Макаров курував Горгана з 2019 року.
Серед російських кураторів Горгана був російський військовий аташе в Кишиневі полковник Вадим Ухнальов, військовий аташе рф у Казахстані. Після від'їзду Ухнальова Горгана курирував інший військовий аташе РФ - Ігор Довбня, якого 2017 року вислали з Молдови за шпигунство. Довбня очолює апарат російських військових аташе в Киргизстані. Горган має інформаторів серед молдовських чиновників, один із них надіслав документ про те, що на військовому полігоні Бульбоака планували провести навчальні стрільби армії Молдови. Горган передав цей документ до ГРУ.
Ґоргана позбавили чинів і медалей після того, як стало відомо про його роботу шпигуном.

### Розслідування
14 червня Прокуратура по боротьбі з організованою злочинністю та особливими справами Молдови (PCCOCS) завела кримінальну справу проти Горгана.

## Родина
Одружений, має двох дітей. Окрім рідної румунської мови, він також вільно володіє англійською, французькою, грузинською та російською.

## Нагороди
- 2006 — за військові заслуги (Meritul Militar), позбавлений 2024 року
- 2015 — «Віра Батьківщині» (Credință Patriei), позбавлений 2024 року